# Margaret Franks
Margaret Franks var en engelsk före detta  bordtennisspelare och världsmästare i dubbel och lag. 
Franks spelade sitt första VM 1947 och 1955, 9 år senare, sitt 8:e och sista. Under sin karriär tog hon 10 medaljer i bordtennis-VM, 3 guld, 1 silver och 6 brons. 

## Meriter
- Bordtennis VM
  - 1947 i Paris
    - 3:e plats mixed dubbel (med Viktor Barna)
    - 1:a plats med det engelska laget

  - 1948 i Wembley Arena, London
    - 1:a plats dubbel (med Vera Thomas-Dace)
    - 1:a plats med det engelska laget

  - 1949 i Stockholm
    - 3:e plats mixed dubbel (med Johnny Leach)
    - 2:a plats med det engelska laget

  - 1950 i Budapest
    - 3:e plats dubbel med (med Vera Thomas-Dace)
    - 3:e plats med det engelska laget

  - 1951 i Wien
    - 3:e plats med det engelska laget

  - 1952 i Bombay
    - 3:e plats med det engelska laget